# Atanasio de Urioste Velasco
Atanasio de Urioste Velasco (1 de enero de 1861 - 28 de marzo de 1925) fue un diplomático, político y socialité boliviano que sirvió en las delegaciones bolivianas en Francia y Rusia. Pertenecía a la destacada familia Urioste, nieto del magnate Atanasio de Urioste, era hermano de la Princesa de La Glorieta, Clotilde de Urioste, y padre del industrial y magnate Armando Julio Urioste Arana.

## Vida

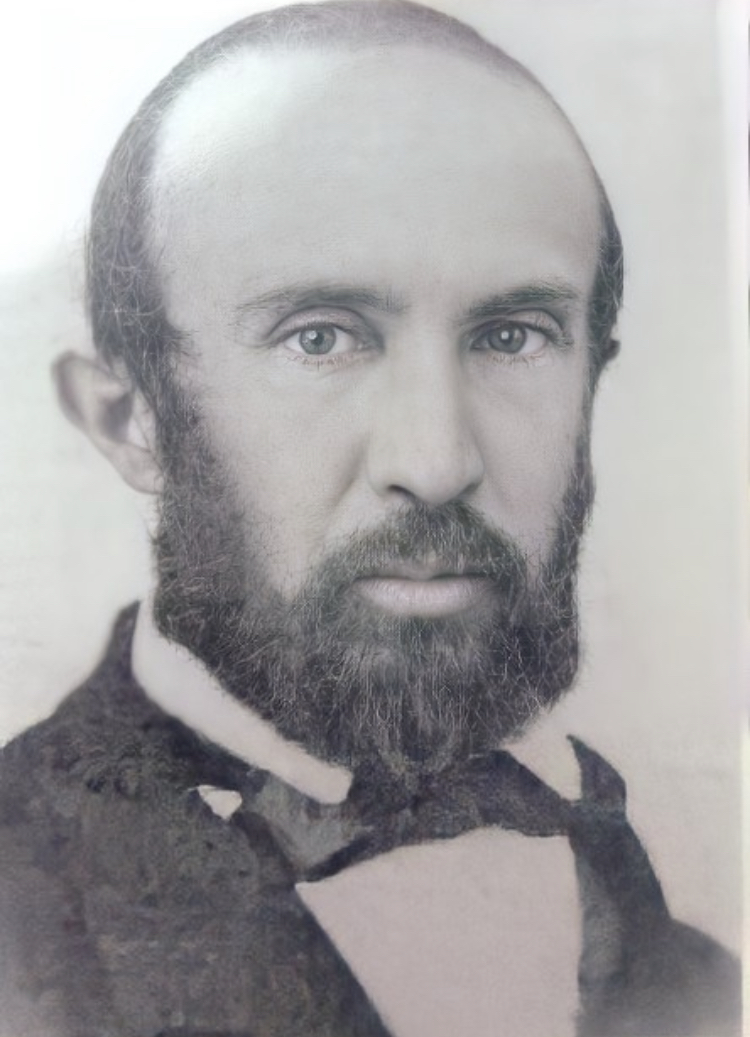
Don Melitón de Urioste, su padre.

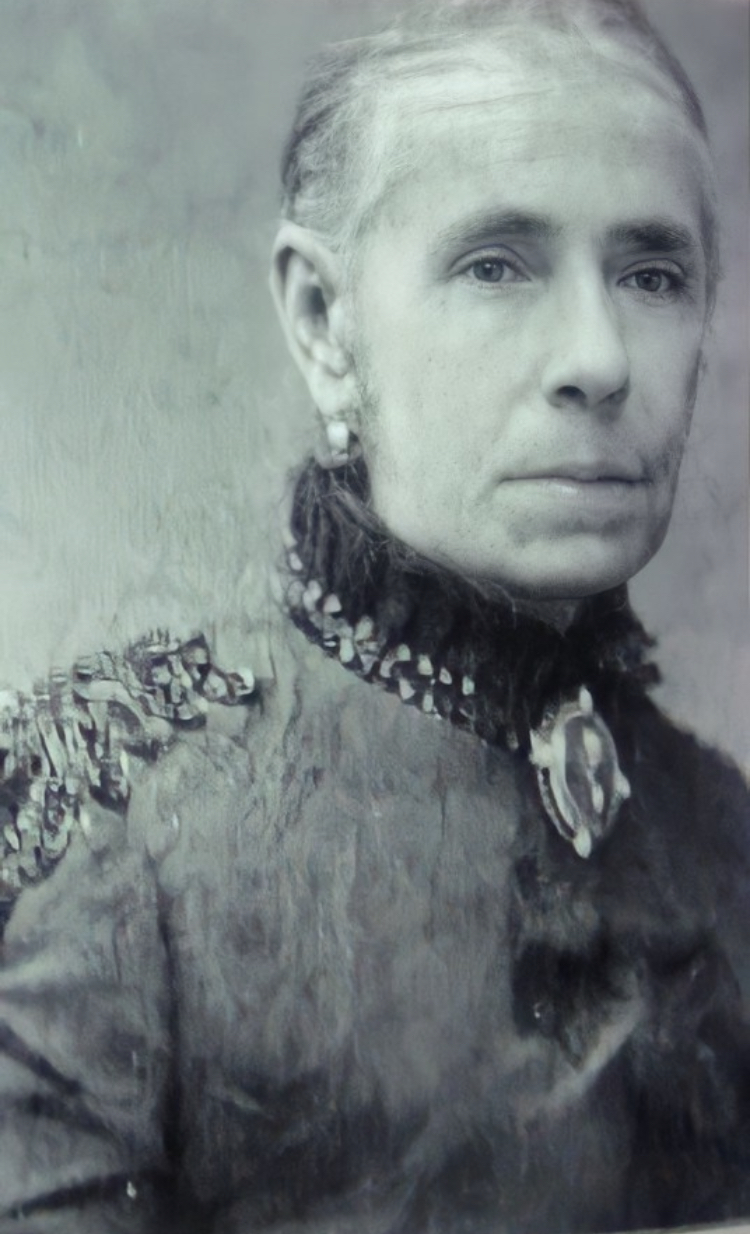
Doña Clotilde de Velasco, su madre.

Hijo de Melitón de Urioste Gómez y Petronila Clotilde Velasco del Rivero, quien era prima hermana del presidente  Gral. José Miguel de Velasco, nació en la ciudad de Sucre en el seno de una destacada familia. Fue educado en Francia e Inglaterra, donde recibió una excelente educación y estableció conexiones para su posterior carrera como diplomático.
A lo largo de su vida ocupó varios cargos diplomáticos, siendo el más destacado el de Francia. Ejercería también como banquero y administrador, ya que llegó a ser director general del Banco Argandoña, donde desempeñó un papel crucial en su creación y florecimiento.
Urioste Velasco también se destacó como político, sirviendo en la Cámara de Diputados. Políticamente, jugó un papel crucial en la expansión y creación de redes eléctricas para varias ciudades de Bolivia, principalmente en Sucre.
Durante su tiempo en la Cámara de Diputados, hubo varios casos de peleas y desacuerdos, como lo señalan las transcripciones grabadas de varias sesiones, involucrando a Urioste. Fue recordado por ser inflexible y apasionado, siendo un liberal acérrimo, lo que a menudo llevó a intensas justas verbales con sus oponentes políticos.
Una de las historias más famosas sobre él ocurrió durante la presidencia de Aniceto Arce cuando una turba rodeó la Catedral de Sucre y tenía la intención de linchar al presidente. Urioste lo disfrazó de sacerdote y lo llevó a su propia casa para proteger a Arce. Todo esto a pesar de que eran políticamente opuestos.
Sería el destinatario de la Orden de Isabel la Católica, honor que recibió debido a sus distinguidos servicios en el campo de la diplomacia.

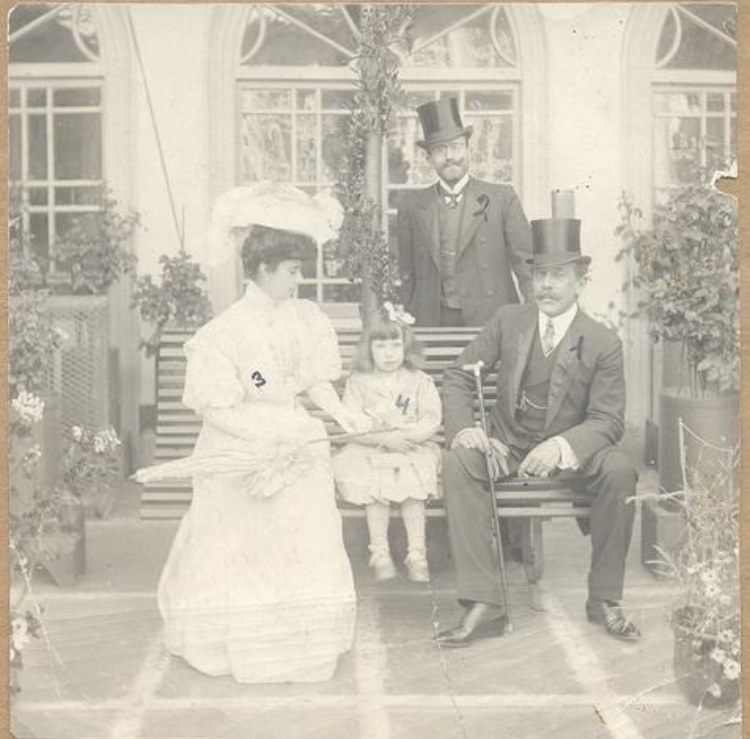
Urioste Velasco con el futuro presidente José Gutiérrez Guerra.

## Vida personal
Urioste se casó en 1882 con Adela Arana, miembro de una ilustre familia boliviana, con la que tuvo seis hijos: Amelia Adela; Armando Julio; Luis Roberto; Emma; Gastón Marcel; y Amalia.